# 越路トンネル
越路トンネル（こしじトンネル）は、富山県富山市を通る、国道360号のトンネル。

## 概要
旧細入村時代の1994年に着工し、1995年7月11日に安全祈願祭が行われた（この時点では『細入トンネル』という仮称が付けられていた）。
2000年1月、名称が『越路トンネル』に決定された。名称は富山県により選考されたもので、江戸時代初期の僧、円空が飛騨街道から越中に入った時に詠んだ歌の『越路』からとられた。
2000年1月12日に貫通、同年8月28日に供用開始された。これにより国道360号の富山・岐阜県境区間6.8㎞の改良工事が完了した。
トンネルの全長は2,620mで、完成当時は富山県管理の国道・県道のトンネルとしては五箇山トンネルに次いで2番目に長いトンネルであった。本トンネルには内外の明るさの差異を無くすため、昼夜や天候を読み取り照明の明るさを自動的に調整する仕組みが取り付けられている。その他、光を反射する側壁や、吸音構造の上部等が採用された。

## 補足
本トンネル掘削作業中に、1億2,000万年前と推定される草食恐竜イグアノドンの足跡の化石が発掘された。足跡化石は福井県の博物館に保存してあり、レプリカが猪谷関所館にある。